# دانيال هغ
دانيال هغ هو لاعب كرة قدم سويسري، ولد في 19 سبتمبر 1884 في بازل في سويسرا، وتوفي في 1918 في إيطاليا. شارك مع منتخب سويسرا لكرة القدم. أما مع النوادي، فقد لعب مع نادي بازل ونادي جنوى.

## وصلات خارجية
- دانيال هغ على موقع قاعدة بيانات كرة القدم.إي يو (الإنجليزية)
- دانيال هغ على موقع عالم كرة القدم.نت (الإنجليزية)